# Barakaya
Barakaya (Trees, water, life) is een studioalbum van Gandalf. Gandalf werd tot dit album geïnspireerd door de nadering van de komeet Hale-Bopp in de lente van 1997. Voornaamste inspiratie voor de muziek kwam van het begrip 'Barakaya' uit het Midden-Oosten en Oost-Afrika, hetgeen geschenk, gift betekent. De muziek bestaat uit muziek die terug te vinden is in die regionen, maar ook in Noord en Zuid-Amerika en India (sitar). Barakaya werd opgenomen in de Seagull Music geluidsstudio met medewerking van onder meer White Horse, artiestennaam van Emily Burridge.

## Musici
- Gandalf – alle muziekinstrumenten behalve
- White Horse – cello op tracks 1, 3, 5, 6, 7, 11 en 12, zang op 1, 3, 5, 7, 11 en 12
- Peter Aschenbrenner – dwarsfluit op tracks 1, 3, 6, 10, 7, 11 en 12, sopraansaxofoon op 1, 10 en 11 en zang op 1, 3 en 11
- Dhafer Youssef – zang en oud op tracks 4
- Christian Strobl – darboeka op track 4

## Muziek
| Nr. | Titel                                                      | Duur |
| --- | ---------------------------------------------------------- | ---- |
| 1.  | Barakaya (part 1) (Gandalf, White Horse)                   | 3:56 |
| 2.  | Cosmic traveller (Gandalf)                                 | 6:10 |
| 3.  | Earth dance (Gandalf, White Horse)                         | 7:57 |
| 4.  | Guidance in the desert night (Gandalf)                     | 6:50 |
| 5.  | On sacred ground (Gandalf, White Horse)                    | 5:08 |
| 6.  | Just a heartbeat away (Gandalf, White Horse)               | 8:31 |
| 7.  | Somewhere between earth and sky (Gandalf, White Horse)     | 4:51 |
| 8.  | Moments like eternity (Gandalf)                            | 2:09 |
| 9.  | The ancient secret path (Gandalf)                          | 7:10 |
| 10. | Stardust dreams (flying away into a new morning) (Gandalf) | 7:54 |
| 11. | Bakaraya (part 2) (Gandalf, White Horse)                   | 6:33 |
| 12. | Love is the answer (Gandalf, White Horse)                  | 5:11 |

1. ↑  Heruitgave geschiedden via andere platenlabels